# Kemijski elementi imenovani po mjestima
Ovo je popis kemijskih elemenata imenovanih po mjestima. Za popis ostalih toponima, npr. imena nastalih prema mjestu ili regiji, vidite Popis toponima.
- americij – Amerika
- bakar je vjerojatno imenovan po Cipru
- berkelij – grad Berkeley, Kalifornija, dom Kalifornijskog sveučilišta
- darmstadtij – Darmstadt, Njemačka
- dubnij – Dubna, Rusija
- erbij – Ytterby, Švedska
- europij – Europa
- francij – Francuska
- galij – Gallia, latinski za Francusku. Francuz Lecoq de Boisbaudran, koji je otkrio metal, nazvao ga je po svojoj zemlji te također po sebi. Lecoq (pijetao) se na latinskom kaže gallus.
- germanij – Njemačka
- hafnij – Hafnia, latinski za Kopenhagen
- hasij – Hesse, Njemačka
- holmij – Holmia, latinski za Stockholm
- iterbij – Ytterby, Švedska
- itrij – Ytterby, Švedska
- kalifornij – država Kalifornija i Kalifornijsko sveučilište, Berkeley
- lutecij – Lutetia, latinski za Pariz
- magnezij – prefektura Magnezija u Tesaliji, Grčka
- polonij – Poljska
- renij – Rhenus, latinski za Rajnu
- rutenij – Ruthenia, latinski za Rus'
- skandij – Scandia, latinski za Skandinaviju
- stroncij – Strontian, Škotska
- terbij – Ytterby, Švedska
- tulij – Thule, mitski otok na dalekom sjeveru, vjerojatno Skandinavija

Bilješka: Ytterby u Švedskoj je dao svoje ime četirima elementima: erbiju, terbiju, iterbiju i itriju.
Sljedeći elementi su imenovani prema astronomskim objektima:
- cerij – Ceres
- helij – Helios, grčko ime za Sunce
- neptunij – Neptun
- paladij – Palada
- plutonij – Pluton
- selenij – Selena, grčko ime za Mjesec
- telurij – Tellus, latinsko ime za Zemlju
- uranij – Uran

Ovi elementi su povezani s astronomskim objektima (sunčevog sustava):
- bakar – Venera
- kositar – Jupiter
- olovo – Saturn
- srebro – Mjesec
- zlato – Sunce
- željezo – Mars
- živa – Merkur

## Više informacija
- Popis elemenata imenovanih po ljudima
- Popis elemenata po imenu
- Popisi mjesta